# Marele rombidodecaedru
În geometrie marele rombidodecaedru este un poliedru stelat uniform, cu indicele U73. Are 42 de fețe (30 de pătrate și 12 decagrame), 120 de laturi și 60 de vârfuri. Având 42 de fețe este un tetracontadiedru. Un poliedru neconvex are fețe care se intersectează care nu reprezintă laturi sau fețe noi. Doar cele marcate cu sfere aurii sunt vârfuri, iar cele cu linii argintii sunt laturi.
Are simbolul Wythoff 2 5/3 (3/2 5/4) | și diagramele Coxeter–Dynkin  (acoperire dublă triunghiuri), respectiv  (acoperire dublă pentagrame).
Figura vârfului este un paralelogram autointersectat.

## Colorare
| Colorare tradițională | Colorare modulo-2 |

## Mărimi asociate

### Coordonate carteziene
Are același aranjament al vârfurilor cu marele docecicosidodecaedru neuniform, coordonatele carteziene ale vârfurilor sale având lungimea laturii 2 și centrat în origine sunt toate permutările ale
{\displaystyle \left(\,\pm (2\varphi -3),\,\pm 1,\,\pm 1\,\right).}
precum și toate permutările pare ale
{\displaystyle \left(\,0,\,\pm (2-\varphi ),\,\pm (3-\varphi )\,\right).}
{\displaystyle \left(\,\pm (\varphi -1),\,\pm 2(\varphi -1),\,\pm (2-\varphi )\,\right).}
unde {\displaystyle \varphi ={\frac {1+{\sqrt {5}}}{2}}} este secțiunea de aur.

### Raza circumscrisă
Raza circumscrisă în funcție de lungimea laturilor a este:
{\displaystyle R={\frac {1}{2}}{\sqrt {11-4{\sqrt {5}}}}\,a\approx 0,716891\,a.}

## Poliedre înrudite
Are în comun aranjamentul vârfurilor cu alte trei poliedre uniforme: marele dodecaedru trunchiat, marele dodecicosidodecaedru și marele rombicosidodecaedru neconvex, precum și cu doi compuși uniformi, compusul de șase prisme pentagonale, respectiv compusul de douăsprezece prisme pentagonale. În plus, are în comun aranjamentul laturilor cu marele rombicosidodecaedru neconvex (având în comun fețele pătrate) și cu marele dodecicosidodecaedru (având în comun fețele decagramice).

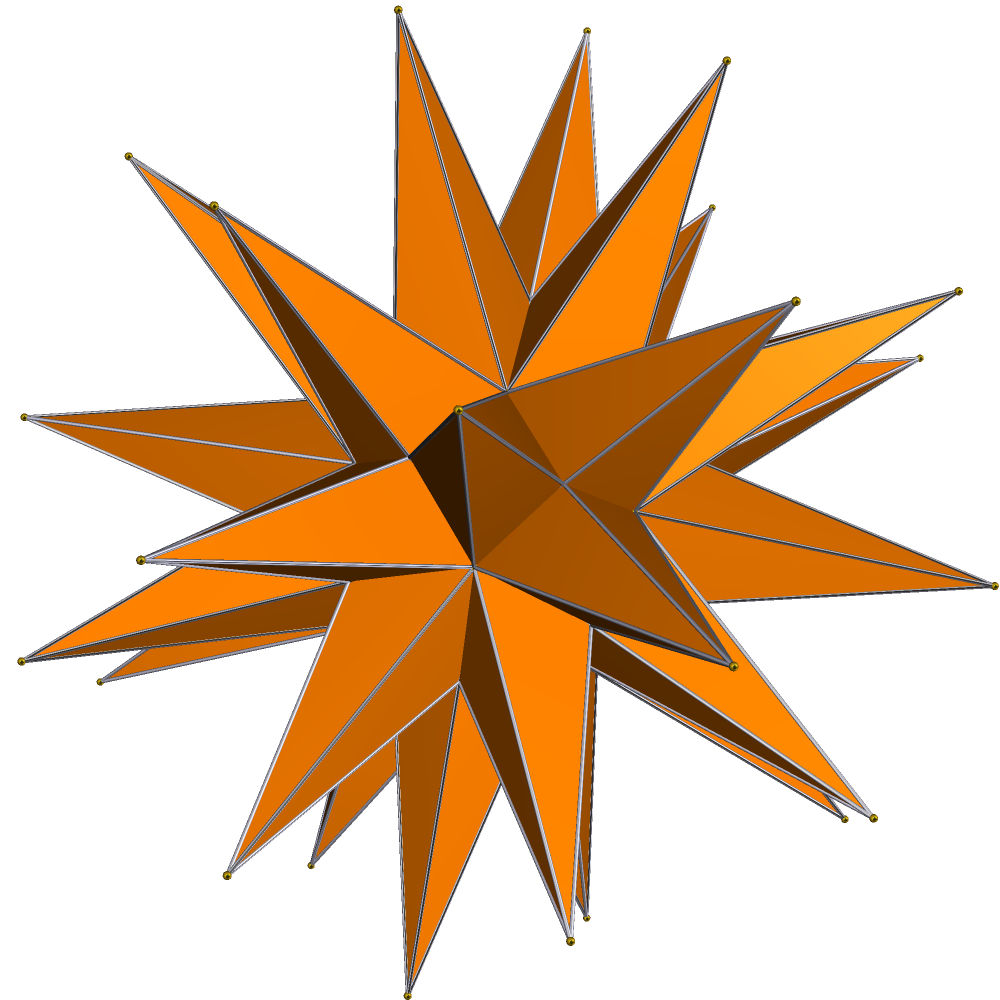
Dual: marele rombidodecacron

| Marele rombicosidodecaedru neconvex | Marele dodecicosidodecaedru       | Marele rombicosidodecaedru                |
| Marele dodecaedru trunchiat         | Compus de șase prisme pentagonale | Compus de douăsprezece prisme pentagonale |

### Poliedru dual
Dualul său este marele rombidodecacron.